# 郭庆旺
郭庆旺，中国人民大学财政金融学院教授。担任《经济研究》、《世界经济》、《金融研究》、《财政研究》编委会委员，入选中华人民共和国教育部2008年度"长江学者"特聘教授、“新世纪百千万人才工程”国家级人选。